# 萨依巴格乡 (墨玉县)
萨依巴格乡，是中华人民共和国新疆维吾尔自治区和田地區墨玉县下辖的一个乡镇级行政单位。

## 行政区划
萨依巴格乡下辖以下地区：
乌鲁格阿塔村、英阿瓦提村、博斯坦托格拉克村、普喀村、库遂村、乌尊阿热勒村、乌恰特村、巴格达提村、兰干村、阔克提热克村、库木勒克村、托格热苏村、苏盖提博斯坦村、都塔尔村、托喀亚村、塔木勒克村、阔塔孜萨依巴格村、堆外萨依巴格村、海尔派萨依巴格村、喀日克萨依巴格村、塔什艾格勒村、塔木艾格勒村、其格勒克村、康帕村、阔什鲁克村、克西拉克村和吐扎克其村。